# Campionato svizzero di hockey su ghiaccio 1926-1927

## Campionato Internazionale

### Partecipanti
Château-d'Œx · 
 Davos · 
 Rosey-Gstaad · 
 St. Moritz

### Verdetti
| Campionato Internazionale 1926-1927 |
| ----------------------------------- |
| Davos                               |

## Campionato Nazionale

### Partecipanti
Caux · 
 Château-d'Œx · 
 Davos · 
 Rosey-Gstaad · 
 St. Moritz · 
 Star Lausanne

### Verdetti
| Campionato Nazionale 1926-1927 |
| ------------------------------ |
| Davos                          |